# 小島あやめ
小島 あやめ（こじま あやめ、1996年〈平成8年〉6月16日 - ）は、日本のタレント、ダンサー、元子役。本名、小島 菖（読み同じ）。
神奈川県出身。子役時代のキリンプロを経て、2018年6月よりサンミュージック所属。身長153cm。血液型A型。明治大学文学部卒業。

## 略歴
2002年、「Piccolo（学習研究社）」にて芸能界デビューを果たす。2005年から2007年まで「おはスタ（テレビ東京）」の『おはキッズ』としてレギュラー出演していた。
ダンス歴は、4歳からヒップホップを、2006年からポップアニメーションダンスを始める。
一部地域で限定放送されているACレモングループの「レモンガス」「アクアクララ」でのラップ調のCMが話題を呼んでいて「ラップ娘」と呼ばれている。「めちゃ×2イケてるッ!（フジテレビ）」で小島を使った同CMのパロディーを放映。また、インタビューを受けるたびに番組や出演者のラップをやることがある。
明治大学では、ダンスサークル『MDD』に所属し、3年時には「全日本大学ストリートダンス選手権」ポッピング部門で1位を獲得した。
2023年からはお笑いの活動も始め、女芸人No.1決定戦 THE Wにも出場した。

## 出演

### テレビ

#### ドラマ
- すいか（2003年、日本テレビ） - もとこ 役
- 光とともに…〜自閉症児を抱えて〜（2004年、日本テレビ） - 長嶋あやめ 役
- 火消し屋小町（2004年、NHK） - 南夏子（幼少） 役
- Deep Love 〜ホスト〜（2005年、テレビ東京） - ユキ 役
- 月曜ミステリー劇場 弁護士二重丸承子（2005年、TBS）
- 金曜エンタテイメント 熱血シングル・ファザー〜新聞記者・新庄圭吾の事件ファイル〜（2005年、フジテレビ）
- 相棒 Season 5 正月スペシャル（2007年、テレビ朝日）
- 24時間あたためますか?〜疾風怒涛コンビニ伝〜（2008年、日本テレビ）
- 金田一少年の事件簿N (neo)（2014年、日本テレビ） - 星野かなえ 役

#### バラエティ
- 笑う犬の太陽（2003年、フジテレビ）
- 週刊ポケモン放送局（2004年、テレビ東京）
- おはスタ（2005年 - 2007年、テレビ東京） - おはキッズ
- めちゃ×2イケてるッ!（2007年・2016年、フジテレビ）レモンガスのCMのパロディ
- 元祖でぶや（2007年12月11日　テレビ東京）
- うたばん（2008年2月14日、TBS）
- シャキーン!（2008年3月31日-2012年3月29日 、2022年3月31日 NHK教育→Eテレ） - あやめちゃん 役 MC
  - シャキーン!最終回では、当時のシャキーン!のスタジオからここちゃん（太田瑚々）や歌鳴家はるか（佐々木春樺）の卒業を祝った（ゲスト出演）。
- 天才てれびくんMAX（2008年4月24日、NHK教育）、ウキウキ木曜生放送ゲスト出演
- ETV50（2009年、NHK教育） ※「あやめちゃん」名義
- デザインあ（2014年、NHK Eテレ）デッサンあのコーナーに出演
- トリニクって何の肉!?（2019年 - 2020年、朝日放送テレビ） - 中列に座る大学生回答者としてレギュラー放送化された2019年からコロナ禍でスタジオ収録が中断される以前の2020年5月5日放送分まで出演していた。

### CM
- 宅建協会『つながっているからハートマーク』篇（2002年）
- ライオン ごきげんよう「突然カズコさん」『ルックおふろの洗剤篇』（2002年）
- 丸大食品 夏のギフト（2003年）
- 住まいる『イメージ篇』（2003年）
- レモンガス
  - 『レモンのにおいはしない』篇・『うちの母ちゃんLサイズ』篇（2004年10月 - ）
  - 『ダジャレもとめてくれ』篇・『ガスもれとめてくれ』篇（2004年11月 - ）
  - 『DJキッズ＆レモンガスマン母ちゃん篇』『かあちゃんはLサイズ篇』（2005年 - ）
  - 『「コージェネ」だYO！』篇・ 『あやめちゃん・スマートハウス』篇（2012年 - ）
- ローランド RMS音楽教室（2005年）
- アクアクララ ラップ娘（2006年）
- 興和 新ウナコーワクール・もろこしヘッド（2006年）
- 北海道新聞 購読申込（2008年）
- 雇用促進事業会 週刊ゲットサポート（2008年）
- ウォーキング・デッド（2021年）※TikTokにて
- サントリーフーズ「伊右衛門 京都レモネード」『復活再登場』篇（2023年）※Web-CM[6]

### YouTube
- CGアニメ「メドゥ〜さん」（2016年）- カツオ 役　※声の出演・テーマ曲歌唱

## 音楽作品
CD
- あやめのドレミ（2008年2月20日）
- 地球はともだち〜エコ・ラップ〜（2008年6月25日、「小島あやめ×山本淳一」名義）

配信限定（CDは非売品）
- ハム・ソーセージの歌 家族編

日本食肉加工協会・日本ハム・ソーセージ工業協同組合キャンペーンソング。2007年11月4日〜2008年2月3日までMUSICOで無料ダウンロードを実施していた。日本食肉加工協会会員に対しては非売品CDの配布も行われた。
その他
- 崖っぷちのエガ（2008年）